# SCIFiRE
SCIFiRE (acronyme de Southern Cross Integrated Flight Research Experiment) est un partenariat technologique militaire américano-australien, qui développe un missile de croisière conventionnel hypersonique propulsé par carburant solide, aérobie, qui peut être lancé par des avions de chasse ou des bombardiers existants.

## Historique
Le projet est dirigé par le département de la Défense des États-Unis et le Ministère de la Défense australien. L’United States Air Force, l’United States Navy, le quartier général de la Royal Australian Air Force et le Defence Science and Technology Group australien travaillent avec les entrepreneurs Boeing, Lockheed Martin et Raytheon Technologies.
Le projet est une « excroissance » du projet HIFiRE lancé en 2007, qui a impliqué les mêmes partenaires et a exploré la technologie des superstatoréacteurs et a testé la dynamique de vol d’un véhicule planeur hypersonique atteignant Mach 8. SCIFiRE a officiellement démarré en novembre 2020. Le missile sera capable d’atteindre une vitesse de Mach 5 et pourra être lancé à partir d’un avion F/A-18F Super Hornet, EA-18G Growler, F-35A Lightning II ou un avion de patrouille maritime P-8A Poseidon. Les essais en vol devraient avoir lieu dans le complexe de tir de Woomera de la RAAF en Australie-Méridionale,.
Le missile devrait entrer en service d’ici 5 à 10 ans à partir de 2021. Le gouvernement australien considère le missile comme un moyen de dissuasion contre les agresseurs potentiels dans la région Pacifique.
Le Hypersonic Attack Cruise Missile (HACM) tactique sera construit par Raytheon Technologies et utilisera un superstatoréacteur Northrop Grumman.